# ジーン・シモンズ (女優)
ジーン・シモンズ（Jean Simmons, 本名: Jean Merilyn Simmons, 1929年1月31日 - 2010年1月22日）は、イギリス・ロンドン出身の女優である。

## 来歴
ロンドン出身。父親のチャールズ・シモンズ（Charles Simmons）は1912年のストックホルムオリンピックの体操競技団体で銅メダルを獲得した体操選手であった。
1948年の『ハムレット』のオフィーリア役（ヴェネツィア国際映画祭 女優賞を受賞）などで認められ、ハリウッドに招かれる。ハリウッドでは歴史映画『聖衣』、ミュージカル映画『野郎どもと女たち』、西部劇『大いなる西部』など幅広い分野で活躍した。『ハッピーエンド／幸せの彼方に』（原題：The Happy Ending）でアカデミー主演女優賞にもノミネートされた。
1950年に俳優のスチュワート・グレンジャーと結婚したが1960年に離婚。同年映画監督のリチャード・ブルックスと再婚したが、1977年に離婚している。
1970年代以降はテレビ映画への出演が多く、2004年には『ハウルの動く城』の英語版吹き替えなども行った。
2003年に大英帝国勲章を授与された。
晩年は肺癌を患い2010年1月22日、アメリカ合衆国カリフォルニア州サンタモニカにある自宅で死去した。

## エピソード
アメリカのヘヴィメタルバンド「キッス」でボーカルとベースを務めるジーン・シモンズ（男性）と同姓同名（ただし、Jean SimmonsとGene Simmonsでつづりは異なる）であることから、某新聞の彼の紹介記事に彼女の顔写真が誤って掲載されるというネタが「VOW」（宝島社）に掲載されている。

## 主な出演作品
| 公開年 | 邦題 原題                                                                  | 役名                     | 備考                                                              |
| ------ | -------------------------------------------------------------------------- | ------------------------ | ----------------------------------------------------------------- |
| 1945   | シーザーとクレオパトラ Caesar and Cleopatra                                | ハープ奏者               |                                                                   |
| 1946   | 大いなる遺産 Great Expectations                                            | 若いエステラ             |                                                                   |
| 1947   | 狂乱の狼火 Hungry Hill                                                     | ジェーン・ブロデリック   |                                                                   |
| 1947   | 黒水仙 Black Narcissus                                                     | カンチ                   |                                                                   |
| 1948   | ハムレット Hamlet                                                          | オフィーリア             | ヴェネチア国際映画祭 女優賞 受賞                                  |
| 1948   | 青い珊瑚礁 The Blue Lagoon                                                 |                          |                                                                   |
| 1950   | 黄金の籠 Cage of Gold                                                      | ジュディス               |                                                                   |
| 1950   | 殺人容疑女性の逃亡 The Clouded Yellow                                      | ソフィー・マルロー       |                                                                   |
| 1952   | アンドロクレスと獅子（ライオン） Androcles and the Lion                    | ラヴィニア               |                                                                   |
| 1952   | 天使の顔 Angel Face                                                        | ダイアン                 |                                                                   |
| 1953   | 悲恋の王女エリザベス Young Bess                                            | エリザベス1世            |                                                                   |
| 1953   | 愛情作戦 Affair with a Stranger                                            | キャロライン・パーカー   |                                                                   |
| 1953   | 聖衣 The Robe                                                              | ダイアナ                 |                                                                   |
| 1954   | セラーズ先生今日は She Couldn't Say No                                     |                          |                                                                   |
| 1954   | エジプト人 The Egyptian                                                    | メリト                   |                                                                   |
| 1954   | デジレ Désirée                                                             | デジレ・クラリー         |                                                                   |
| 1955   | 殺しのデッドロック Footsteps in the Fog                                    | リリー・ワトキンス       |                                                                   |
| 1955   | 野郎どもと女たち Guys and Dolls                                            | サラ・ブラウン           | ゴールデングローブ賞 主演女優賞 (ミュージカル・コメディ部門) 受賞 |
| 1956   | ヒルダ・クレイン Hilda Crane                                               | ヒルダ                   |                                                                   |
| 1958   | 大いなる西部 The Big Country                                               | ジュリー                 |                                                                   |
| 1958   | 黄昏に帰れ Home Before Dark                                                | シャーロット             |                                                                   |
| 1959   | 太陽の谷 This Earth Is Mine                                                | エリザベス               |                                                                   |
| 1960   | エルマー・ガントリー/魅せられた男 Elmer Gantry                             | シャロン・ファルコナー   |                                                                   |
| 1960   | スパルタカス Spartacus                                                     | ヴァリニア               |                                                                   |
| 1960   | 芝生は緑 The Grass Is Greener                                              | ハティ                   |                                                                   |
| 1967   | ジェリコ Rough Night in Jericho                                            | モリー                   |                                                                   |
| 1968   | アルプスの少女ハイジ Heidi                                                 |                          | テレビ映画                                                        |
| 1969   | ハッピーエンド/幸せの彼方に The Happy Ending                               | メアリー・ウィルソン     |                                                                   |
| 1971   | 昨日にさよなら Say Hello to Yesterday                                      | 女                       |                                                                   |
| 1978   | デイン家の呪い The Dain Curse                                              | アーロニア               | テレビ・ミニシリーズ                                              |
| 1979   | ドミニク Dominique                                                         | ドミニク                 |                                                                   |
| 1981   | しとやかな追跡者 A Small Killing                                           | マーガレット・ローレンス | テレビ映画                                                        |
| 1985   | 南北戦争物語 愛と自由への大地 North and South                              | クラリッサ・メイン       | テレビ・ミニシリーズ                                              |
| 1987   | 黄昏に咲いて December Flower                                               | エッタ・マーシュ         | テレビ映画                                                        |
| 1987   | 新・弁護士ペリー・メイスン/追憶の影 Perry Mason: The Case of the Lost Love | ローラ・ロバートソン     | テレビ映画                                                        |
| 1988   | マイ・ディア・ボディガード Yellow Pages                                    | マキシーン               |                                                                   |
| 1988   | 青い夜明け The Dawning                                                     | メアリー                 |                                                                   |
| 1990   | レッツゴー!恋のチアガール Laker Girls                                      | コニー・ハリソン         | テレビ映画                                                        |
| 1991   | 大いなる遺産 Great Expectations                                            | ハビシャム夫人           | テレビ・ミニシリーズ                                              |
| 1991   | ミス・マープル 魔術の殺人 They Do It with Mirrors                          |                          | テレビ映画                                                        |
| 1995   | キルトに綴る愛 How to Make an American Quilt                               | エム・リード             |                                                                   |
| 1998   | ハー・オウン・ルールズ 母の祈り Her Own Rules                              | キャサリン・ストラットン | テレビ映画                                                        |

## 受賞歴

### アカデミー賞
ノミネート
1949年 アカデミー助演女優賞:『ハムレット』
1970年 アカデミー主演女優賞:『ハッピーエンド/幸せの彼方に』

### 英国アカデミー賞
ノミネート
1957年 最優秀外国女優賞:『野郎どもと女たち』
1961年 最優秀外国女優賞:『エルマー・ガントリー/魅せられた男』

### ゴールデングローブ賞
受賞
1956年 主演女優賞 (ミュージカル・コメディ部門):『野郎どもと女たち』
1958年 最も活動的な女優賞
ノミネート
1958年 主演女優賞 (ミュージカル・コメディ部門):『This Could Be the Night』
1959年 主演女優賞 (ドラマ部門):『黄昏に帰れ』
1961年 主演女優賞 (ドラマ部門):『エルマー・ガントリー/魅せられた男』
1970年 主演女優賞 (ドラマ部門):『ハッピーエンド/幸せの彼方に』
1984年 助演女優賞 (ミニシリーズ・テレビ映画部門):『The Thorn Birds』